# Krasopani poziomkówka
Krasopani poziomkówka (Callimorpha dominula) – motyl z rodziny mrocznicowatych (Erebidae) i podrodziny niedźwiedziówkowatych. Spotykany lokalnie, w miejscach występowania często liczny.

## Wygląd
Postać dorosła – imago
Głowa masywna. Tułów krępy w czarnym kolorze. Odwłok czerwony składający się z segmentów, lekko wystający poza obręb skrzydeł z szerokim, czarnym paskiem wzdłuż grzbietu Skrzydła o rozpiętości 45–55 mm, pięknie kolorowo ubarwione. Skrzydła przednie czarne z żółtymi i białawymi, okrągławymi plamkami. Tylne skrzydła purpurowo-czerwone z trzema czarnymi plamami. Czułki średniej wielkości odchylone na boki. Korpus imago pokryty owłosieniem. Aparat gębowy dobrze rozwinięty (w odróżnieniu od większości motyli z tej rodziny), spija nektar z kwiatów kwitnących roślin zielnych.
Postać gąsienicy i larwy
Gąsienice są polifagami, żywią się głównie liśćmi i pąkami roślin, na których wyrządzają nieraz znaczne szkody. Gąsienice żerują głównie nocą, w ciągu dnia kryją się pod liśćmi.

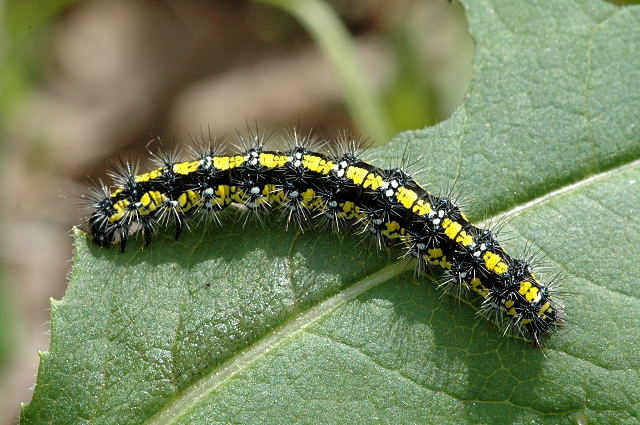
Gąsienica krasopani poziomkówki

Korpus gąsienicy jest kolorowy i dekoracyjny, pokryty owłosieniem, początkowo jest prawie czarny, a w miarę wzrostu pojawiają się białe i żółte plamki.

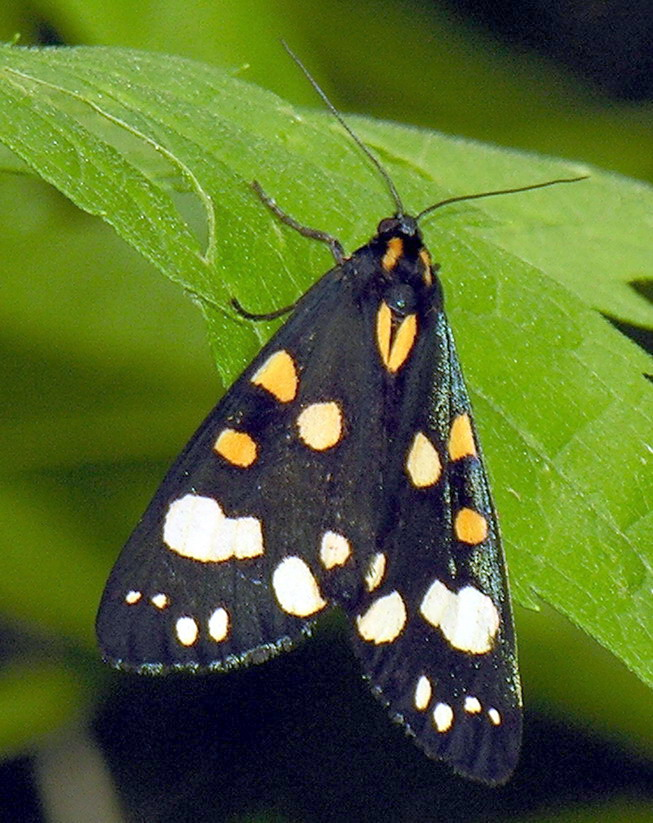
Krasopani poziomkówka

Okres lotuDorosłe motyle pojawiają się od połowy czerwca do końca lipca. Latają w ciągu dnia, gdy świeci słońce, głównie późnym popołudniem szukając kwiatów, a w nocy przylatują do źródeł światła. Loty godowe samców odbywają się w słoneczne dni przy ciepłej i bezwietrznej pogodzie.
RozródSamice składają pod koniec lipca żółtozielone jaja w zwartych grupach na liściach roślin pokarmowych gąsienic. Gąsienice zimują w glebie lub w zeschniętej ściółce i listowiu. Przepoczwarczenie następuje w okresie wiosny na ziemi w białoszarym oprzędzie.
BiotopGatunek preferujący środowiska ciepłe, wilgotne i prześwietlone lasy łęgowe, lasy liściaste i mieszane z obfitym podszytem, rosnące na nizinach, pogórzach i w średnio wysokich górach.

## Zasięg występowania
Gatunek występuje w Europie i Azji, od zachodniej Portugalii aż po wschodnie krańce Syberii.
W Polsce występuje na całym obszarze kraju. Zagrożeniami dla niej są niekorzystne zmiany w środowisku i wyłapywanie przez kolekcjonerów.

## Rośliny żywicielskie
Podstawowe: pokrzywa, poziomka, jesion, jasnota, wiciokrzew, topola, śliwa, malina, wierzba, wiąz, niezapominajka.

## Ochrona
Gatunek nie podlega ochronie.

## Ciekawostka
Samice krasopani poziomkówki wydzielają ten sam atraktant płciowy jak samice proporzycy marzymłódka. Prawdopodobnie gatunki te posiadają inny mechanizm zabezpieczający je przed hybrydyzacją.

## Filatelistyka
Poczta Polska wyemitowała 16 listopada 1991 r. znaczek pocztowy przedstawiający krasopanią poziomkówkę o nominale 2500 zł, w serii Motyle z kolekcji Instytutu Zoologii PAN w Warszawie. Autorem projektu znaczka był Ovidiu Oprescu. Wydrukowano 2500000 sztuk. Znaczek pozostawał w obiegu do 15 stycznia 1994 r.